# كلارنس باركر
كلارنس باركر (بالإنجليزية: Ace Parker)‏ (و. 1912 – 2013 م) هو لاعب كرة قاعدة، ولاعب كرة قدم أمريكية، من الولايات المتحدة، ولد في بورتسموث, فيرجينيا، يلعب كظهير ربعي، توفي في بورتسموث, فيرجينيا، عن عمر يناهز 101 عاماً.

## الخدمة العسكرية
خدم في بحرية الولايات المتحدة.

## جوائز
حصل على جوائز منها:
- قاعة مشاهير محترفي كرة القدم.

## روابط خارجية
- كلارنس باركر على موقع دوري كرة القاعدة الرئيسي (الإنجليزية)
- كلارنس باركر على موقعبيزبول رفرنس.كوم (الدوري الرئيسي) (الإنجليزية)
- كلارنس باركر على موقعبيزبول رفرنس.كوم (الدوري الثانوي) (الإنجليزية)
- كلارنس باركر على موقع إي إس بي إن.كوم (أم.أل.بي) (الإنجليزية)
- كلارنس باركر على موقع مشجعي الرسوم البيانية (الإنجليزية)
- كلارنس باركر على موقع مرجع كرة القدم المحترفة.كوم (الإنجليزية)
- كلارنس باركر على موقع قاعة كارولاينا الشمالية للمشاهير الرياضية (الإنجليزية)
- كلارنس باركر على موقع قاعة فرجينيا للمشاهير الرياضية (الإنجليزية)